# ムラッツォ
ムラッツォ(伊: Mulazzo)は、イタリア共和国トスカーナ州マッサ＝カッラーラ県にある、人口約2,300人の基礎自治体（コムーネ）。

## 地理

### 位置・広がり

#### 隣接コムーネ
隣接するコムーネは以下の通り。括弧内のSPはラ・スペツィア県所属を示す。
- カーリチェ・アル・コルノヴィーリオ (SP)
- フィラッティエーラ
- ポントレーモリ
- ロッケッタ・ディ・ヴァーラ (SP)
- トレザーナ
- ヴィッラフランカ・イン・ルニジャーナ
- ゼーリ

### 気候分類・地震分類
ムラッツォにおけるイタリアの気候分類 (it) および度日は、zona E, 2365 GGである。
また、イタリアの地震リスク階級 (it) では、zona 2 (sismicità media) に分類される。

## 行政

### 分離集落
ムラッツォには、以下の分離集落（フラツィオーネ）がある。
- Arpiola, Boceda, Busatica, Canossa, Castagnetoli, Castevoli, Gavedo, Groppoli, La Pieve, Lusuolo, Madonna del Monte, Montereggio, Parana, Pozzo.

モンテレッジョ (it:Montereggio) は、書籍行商の村として知られた。

## 人物
- フランチェスコ・フォゴッラ（イタリア語版） - 19世紀の宣教師。中国百二十聖人の一人。モンテレッジョ生まれ。